# Brent Kutzle
 (décembre 2014).
Si vous disposez d'ouvrages ou d'articles de référence ou si vous connaissez des sites web de qualité traitant du thème abordé ici, merci de compléter l'article en donnant les références utiles à sa vérifiabilité et en les liant à la section « Notes et références ».
Brent Michael Kutzle, né le 3 août 1985 à Newport Beach en Californie, est un musicien américain.
Brent est surtout connu pour jouer de la guitare basse et du violoncelle pour OneRepublic, qui a signé à Interscope Records. Il a écrit et joué avec divers autres musiciens dont Beyoncé, Cobra Starship, Leona Lewis, Kelly Clarkson.

## Biographie
Kutzle a commencé à jouer du piano à un âge précoce avec sa mère organiste église organiste et professeur de piano, et son père pianiste. Kutzle a été encouragé par son père à s'adonner à un deuxième instrument, le violoncelle .

### Carrière
En 2007, il est devenu guitariste dans le groupe OneRepublic.